# Leopold Weber (Geologe)
Leopold Weber (* 11. August 1948 in Wien) ist ein österreichischer Geologe, der sich insbesondere mit Rohstoffen und Lagerstättengeologie befasst und auf diesem Gebiet in Österreich in leitender Funktion tätig ist.
Weber studierte 1969 bis 1973 Geologie an der Universität Wien und wurde 1974 promoviert (Das Alter der Sideritvererzung im Westteil der Gollrader Bucht). 1973 bis 1979 war er Assistent an der Universität Wien und danach Geologe bei der Obersten Bergbehörde im Ministerium für Handel, Gewerbe und Industrie. 1986 wird er dort Leiter der Abteilung Geowissenschaften und Geotechnik (heute Abteilung Rohstoffe).
Daneben habilitierte er sich 1991 und lehrte als Universitätsprofessor an der Montanuniversität Leoben und der Universität Wien.
Er engagierte sich für deutsch-österreichische Zusammenarbeit in Rohstofffragen und auf EU-Ebene als österreichischer Vertreter der Raw Minerals Supply Group.
Weber ist Mitherausgeber und Mitautor der jährlich erscheinenden Welt-Bergbau-Daten (World Mining Data), der Metallogenetischen Karte Österreichs, des Handbuchs der Lagerstätten der Erze, Industrieminerale und Energierohstoffe Österreichs und des österreichischen Rohstoffinformationssystems IRIS. Er ist wesentlich am Österreichischen Rohstoffplan beteiligt.
2006 erhielt er die Serge-von-Bubnoff-Medaille.